# Лучица (река)
Лучица (Лужковка) — реки в России, протекают в Новосокольническом районе Псковской области.

## География и гидрология
Лучица протекает на восток вдоль автодороги М9 E 22. Устье Лучицы находится в 44 км от устья реки Большой Удрай между деревнями Зажогино и Горы по левому берегу. Основной приток Лучицы — Лужковка впадает в Лучицу справа примерно в 2 км от устья. Длина Лучицы с Лужковкой составляет 15 км.

## Населённые пункты
У истоков Лучицы стоит деревня Бабино, ближе к устью Зажогино. Обе деревни относятся к Окнийской волости.
У истоков Лужковки находятся деревни Маевской волости Батово, Воротково, Бычки. Недалеко от реки стоят деревни Алешково и Дворец, ниже на берегу Лужковки стоят Курилково и Копытово (между Лужковкой и Большим Удраем).

## Данные водного реестра
По данным государственного водного реестра России реки относятся к Балтийскому бассейновому округу, водохозяйственный участок реки — Ловать и Пола, речной подбассейн реки — Волхов . Относятся к речному бассейну реки Нева (включая бассейны рек Онежского и Ладожского озера).
Код объекта в государственном водном реестре — 01040200312102000022875.